# Gabriel de Almeida
Gabriel de Almeida (Ponta Delgada, 22 de setembro de 1866 — Ponta Delgada, 29 de janeiro de 1894), com o nome geralmente grafado Gabriel d'Almeida nas suas obras, foi um jornalista e escritor açoriano.

## Biografia
Gabriel d'Almeida nasceu em 22 de setembro de 1866 na freguesia de São José da cidade de Ponta Delgada, ilha de São Miguel, o segundo dos quatro filhos de Miguel Ângelo Marfim Pereira, oriundo de uma família de origem italiana, e de Jacinta de Jesus.
Autodidata, dedicou-se desde muito cedo ao estudo da história e etnografia das ilhas de São Miguel e de Santa Maria, revelando-se um autor prolífico. Para além de uma extensa obra dispersa pelos periódicos onde trabalhou, publicou diversos opúsculos sobre as tradições populares, usos e costume daquelas ilhas e ainda sobre temas de pendor corográfico e económico, incluindo artigos sobre a agricultura e indústria açorianas.
Na vertente jornalística, foi redactor de «O Civilizador», um periódico de natureza didática, com conteúdo literário, científico e noticioso, publicado na cidade de Ponta Delgada a partir de 1887, e foi assíduo colaborador de «O Açoriano Oriental», do Diário dos Anúncios e do Novo Diário dos Açores, todos de Ponta Delgada.
Publicou também, embora ocasionalmente, em periódicos de Lisboa e no Boletim da Sociedade de Geografia de Lisboa. Um seu artigo, intitulado «A População dos Açores», saiu em separata daquele Boletim em 1894.
Entre a sua obra destaca-se o opúsculo intitulado Fastos Açorianos, que foi publicado em 1889 como o n.º 174 da coleção da Biblioteca do Povo e das Escolas.

## Obras publicadas
Gabriel d'Almeida é autor, entre outras, das seguintes obras:
- Breve notícia sobre a Cultura do Chá, Ponta Delgada, Tip. Imparcial, 1883;
- Rápida Memória sobre o Tabaco, Ponta Delgada, Tip. de Manuel Corrêa Botelho, 1883;
- Indústria Agrícola, Tipográfica e Litográfica da Ilha de Sam Miguel, Ponta Delgada, Tip. de Manuel Corrêa Botelho, 1884;
- A ilha de S. Miguel, Ponta Delgada, Litografia dos Açores, 1885;
- Castilho na Ilha de Sam Miguel, Ponta Delgada, Litografia dos Açores, 1886;
- A Vinha, Ponta Delgada, Tipo-Litografia dos Açores, 1887;
- Anthracnose, Ponta Delgada, Tipo-Litografia dos Açores, 1888;
- As Ilhas dos Açores, Lisboa, Viúva Bertrand, 1889;
- Fastos Açorianos, Lisboa, Biblioteca do Povo e das Escolas, 1889;
- Os Açores a Colombo, Ponta Delgada, Tip. Ed. do Campeão Popular, 1892 (em colaboração com Joaquim de Araújo e com um artigo original do general Ángel Rodríguez de Quijano y Arroquia);
- Manual do Cultivador e Manipulador do Chá, Ponta Delgada, Tipo-Litografia Minerva, 1892;
- Dicionário histórico-geográfico dos Açores. Ponta Delgada, Tip. Diário dos Açores, 1893;[3]
- A Ilha de Santa Maria, Ponta Delgada, 1893 (destinado à Exposição Universal de Chicago);
- Guia do Cultivador do Chá, Lisboa, Tip. da Revista Industrial, Comercial e Agrícola, 1893;
- Os Açores e a Indústria Piscatória, Ponta Delgada, Tip. do Campeão Popular, 1893;
- Agenda do Viajante na Ilha de São Miguel, Ponta Delgada, Tip. do Campeão Popular, 1893;
- A População dos Açores, Lisboa, Boletim da Sociedade de Geografia, 1894 (separata);
- A Ilha de São Miguel, Ponta Delgada, Tipo-Litografia do Açores, 1895
- Representação Popular (comédia)
- Touradas!.